# Yangavis
Yangavis (лат.) — род вымерших авиал (птиц в широком смысле) из семейства конфуциусорнитид, живших во времена аптского века раннемеловой эпохи. Включает единственный вид — Yangavis confucii.
Ископаемые остатки птицы были найдены в городе Сиэданг, провинция Ляонин (Китай). В 2018 году китайские палеонтологи Ван Мин и Чжоу Чжунхэ назвали и описали новый вид Yangavis confucii. Родовое название дано в честь основателя китайской палеонтологии Ян Чжунцзяня в честь 121 годовщины его дня рождения, с добавлением латинского слова avis — птица. Видовое название дано в честь древнего китайского мыслителя Конфуция, в то же время оно содержит отсылку к семейству конфуциусорнитид.
Голотип IVPP V18929 был найден в горизонте формации Исянь, который датируется аптским ярусом. Он состоит из почти полного сочленённого скелета, сжатого на одной каменной плите.
Размах крыльев Yangavis составлял около 0,5 метра. Птица отличается от прочих представителей своего семейства наличием нескольких аутапоморфий:
- задняя часть ветви нижней челюсти прямоугольная и имеет гребень на внешней стороне, идущий наклонно от нижней передней части к задней верхней;
- коготь второго пальца ноги немного уменьшен;
- коготь первого пальца больше, чем когти второго и четвёртого, в то время как у других представителей семейства он самый маленький по размеру;
- третий палец длиннее тарзометатарзуса[1].

На эволюционном дереве род Yangavis был помещён с семейство конфуциусорнитид, ниже Eoconfuciusornis и выше Changchengornis и Confuciusornis. Если такое размещение верно, то получается, что Yangavis вторично утратил такую черту, как редуцированный второй коготь передней конечности, функция которого пока не ясна.